# Österbymo

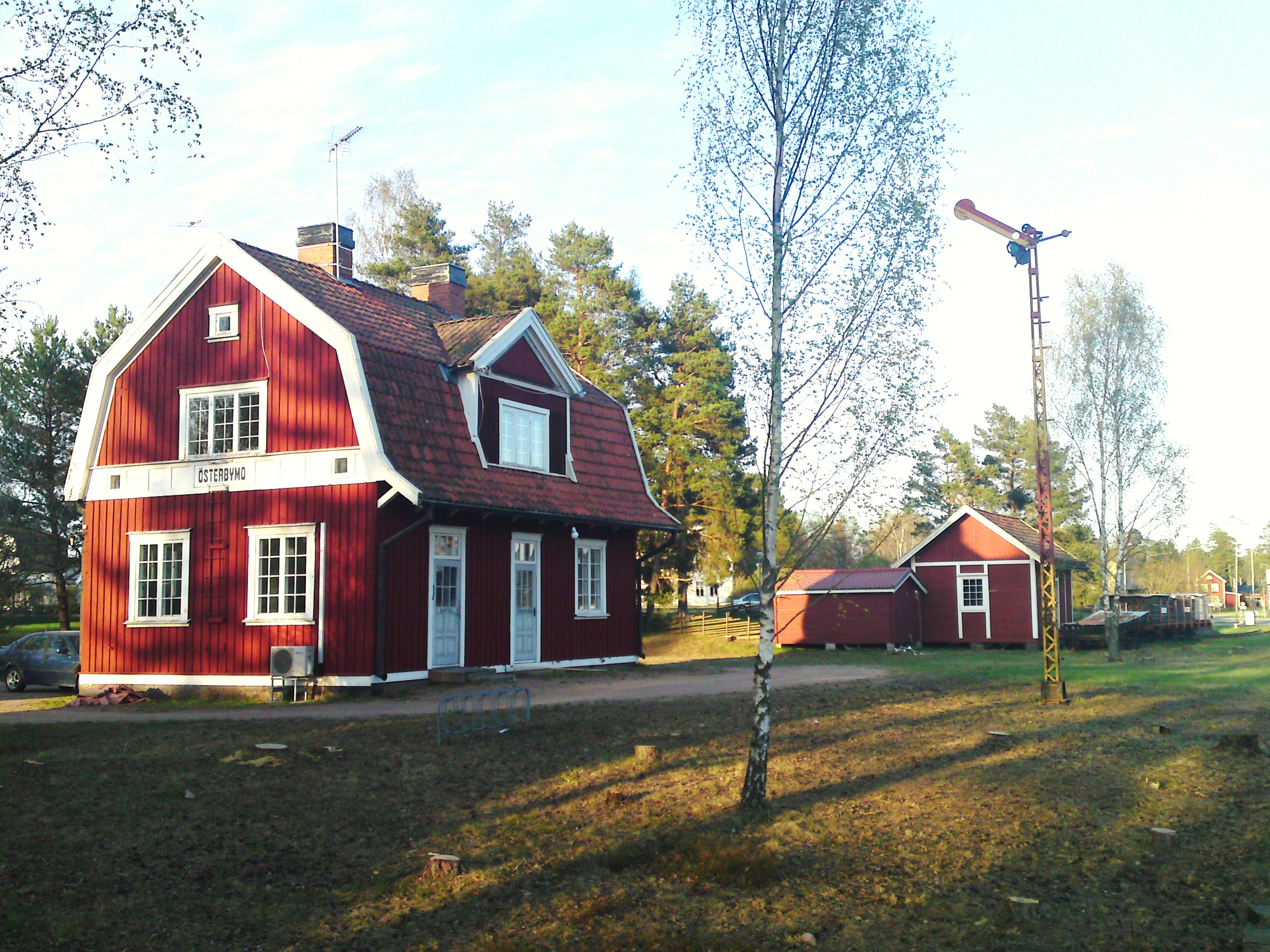
Der ehemalige Bahnhof von Österbymo

Österbymo ist ein Ort (tätort) in der schwedischen Provinz Östergötlands län und der historischen Provinz Östergötland. Der Ort ist Hauptort der Gemeinde Ydre.
Der Name ist erstmals im Jahr 1720 als Österby moen sowie später 1789 als Österby mo belegt und bezieht sich auf einen Marktort. In der Vorsilbe ist der Name des alten Dorfs Østerby enthalten, das jetzt Teil des Ortes ist. Die Nachsilbe -mo bedeutet sandiger Boden.